# Гвенн, Эдмунд
Эдмунд Гвенн (англ. Edmund Gwenn, при рождении Кэллэвэй (англ. Kellaway), 26 сентября 1877 — 6 сентября 1959) — британский актёр.

## Биография
Актёрскую карьеру начал на подмостках Лондона в 1895 году, после окончания Королевского колледжа. Своей игрой Эдмунд Гвенн покорил драматурга Бернарда Шоу, благодаря чему тот утвердил его на роль в своей пьесе «Человек и сверхчеловек», а затем ещё в пяти постановках. Его актёрская карьера прервалась в 1914 году, после того как он попал в ряды британской армии в годы Первой мировой войны. После её окончания Гвенн вновь вернулся на театральную сцену, а также дебютировал в кино. С 1901 года по II половину 1910-х годов актёр был женат на театральной актрисе и фотомодели Минни Терри.
За годы своей кинокарьеры Эдмунд Гвенн снялся в более чем 80 кинокартинах, наиболее известными из которых стали «Энтони несчастный» (1936), «Гордость и предубеждение» (1940), «Дьявол и мисс Джонс» (1941), «Ключи от Царства Небесного» (1944) и «Они!» (1954) и «Неприятности с Гарри» (1955). В 1948 году актёр удостоился премии «Оскар» за роль Криса Крингла, старика, считающего себя Сантой Клаусом, в фильме «Чудо на 34-й улице». После вручения премии Эдмунд Гвенн признался: «Теперь я знаю, что Санта Клаус существует». В 1951 году он вновь был номинирован на премию Американской киноакадемии за свою роль в кинокомедии «Мистер 880».
В 1959 году Эдмунд Гвенн перенёс инсульт, а вскоре после этого скончался от пневмонии в калифорнийском городке Вудленд-Хиллз в возрасте 81 года. Его вклад в кинематограф был отмечен звездой на Голливудской аллее славы.

## Избранная фильмография
| Год  |   | Русское название            | Оригинальное название    | Роль                           |
| ---- | - | --------------------------- | ------------------------ | ------------------------------ |
| 1916 | ф |                             | The Real Thing at Last   | Руперт Тандер                  |
| 1921 | ф | Нечестная игра              | The Skin Game            | мистер Хорнблауэр              |
| 1931 | ф | Происшествие в Хиндл        | Hindle Wakes             | Крис Хоуторн                   |
| 1931 | ф | Нечестная игра              | The Skin Game            | мистер Хорнблауэр              |
| 1932 | ф | Любовь на колёсах           | Love on Wheels           | Филпоттс                       |
| 1933 | ф | Пятница, 13-е               | Friday the Thirteenth    | мистер Уэйкфилд                |
| 1933 | ф | Хорошие компаньоны          | The Good Companions      | Джесс Оакройд                  |
| 1933 | ф | Я был шпионом               | I Was a Spy              | бургомистр                     |
| 1933 | ф |                             | Channel Crossing         | Троттер                        |
| 1934 | ф | Венские вальсы              | Waltzes from Vienna      | Иоганн Штраус (отец)           |
| 1934 | ф |                             | Java Head                | Джереми Эммидон                |
| 1935 | ф | Сильвия Скарлетт            | Sylvia Scarlett          | Генри Скарлетт                 |
| 1936 | ф | Разгуливающий мертвец       | The Walking Dead         | доктор Эван Бомон              |
| 1936 | ф | Энтони несчастный           | Anthony Adverse          | Джон Боннифитер                |
| 1938 | ф |                             | South Riding             | Альфред Хаггинс                |
| 1938 | ф | Янки в Оксфорде             | A Yank at Oxford         |                                |
| 1938 | ф |                             | Penny Paradise           | Джо Хиггинс                    |
| 1940 | ф | Гордость и предубеждение    | Pride and Prejudice      | мистер Беннет                  |
| 1940 | ф | Граф из Чикаго              | The Earl of Chicago      | дворецкий Манси                |
| 1940 | ф | Иностранный корреспондент   | Foreign Correspondent    | Роули                          |
| 1941 | ф | За здоровье мисс Бишоп      | Cheers for Miss Bishop   | профессор Коркоран             |
| 1941 | ф | Скотланд-Ярд                | Scotland Yard            | инспектор Корк                 |
| 1941 | ф | Дьявол и мисс Джонс         | The Devil and Miss Jones | Хупер                          |
| 1942 | ф | Янки в Итоне                | A Yank at Eton           | директор Джастин               |
| 1943 | ф | Лесси возвращается домой    | Lassie Come Home         | жестянщик Роули                |
| 1943 | ф | Вечность и один день        | Forever and a Day        | Стаббс                         |
| 1944 | ф | Между двумя мирами          | Between Two Worlds       | Скрабби                        |
| 1944 | ф | Ключи от Царства Небесного  | The Keys of the Kingdom  | преподобный Хэмиш Макнабб      |
| 1946 | ф | Бремя страстей человеческих | Of Human Bondage         | Этельни                        |
| 1946 | ф | Подводное течение           | Undercurrent             | профессор Динк Гамильтон       |
| 1947 | ф | Чудо на 34-й улице          | Miracle on 34th Street   | Крис Крингл / Санта Клаус      |
| 1947 | ф | Жизнь с отцом               | Life with Father         | преподобный доктор Ллойд       |
| 1947 | ф | Улица Зелёного дельфина     | Green Dolphin Street     | Октавиус Патуарель             |
| 1948 | ф | Квартира для Пегги          | Apartment for Peggy      | профессор Генри Бернс          |
| 1948 | ф | Родные холмы                | Hills of Home            | доктор Уильям Маклюр           |
| 1949 | ф | Возможность Лесси           | Challenge to Lassie      | Джон Трэйлл                    |
| 1950 | ф | Луиза                       | Louisa                   | Генри Хаммонд                  |
| 1950 | ф | Мистер 880                  | Mister 880               | шкипер Миллер                  |
| 1951 | ф | Пекинский экспресс          | Peking Express           | святой отец Джозеф Мюррей      |
| 1952 | ф | Бонзо идёт в колледж        | Bonzo Goes to College    | тренер Тед Дрю                 |
| 1952 | ф | Отверженные                 | Les Misérables           | епископ Мирэль                 |
| 1953 | ф | Двоеженец                   | The Bigamist             | мистер Джордан                 |
| 1954 | ф | Принц-студент               | The Student Prince       | профессор Джаттнер             |
| 1954 | ф | Они!                        | Them!                    | доктор Гарольд Медфорд         |
| 1955 | ф | Неприятности с Гарри        | The Trouble with Harry   | капитан Альберт Уайлс          |
| 1956 | ф | Калабуч                     | Calabuch                 | профессор Жорж Серра Гамильтон |

## Премии
- Оскар 1948 — «Лучший актёр второго плана» («Чудо на 34-й улице»)
- Золотой глобус 1948 — «Лучший актёр второго плана» («Чудо на 34-й улице»)